# NGC 5259
NGC 5259 ist eine 14,2 mag helle Elliptische Galaxie vom Hubble-Typ E im Sternbild Jagdhunde. Sie ist etwa 822 Millionen Lichtjahre von der Milchstraße entfernt und wechselwirkt mit der Galaxie SDSS J133923.13+305932.4.
Das Objekt wurde am 27. April 1865 von dem deutsch-dänischen Astronomen Heinrich Louis d’Arrest entdeckt.